# Choco verliefd
Choco verliefd is het 253e stripverhaal van Jommeke. De reeks wordt getekend door Studio Jef Nys. Het album verscheen op 26 januari 2011. 

## Personages
In dit verhaal spelen de volgende personages mee:
- Jommeke, Flip, Filiberke, Annemieke en Rozemieke, Choco .

## Verhaal
Jommeke en zijn vrienden zijn met vakantie in Middelkerke. Wanneer Choco op het strand een mooi apinnetje ziet, wordt hij verliefd. Helaas is het niet wederkerig. Choco is verdrietig en is uit zijn gewone doen, maar snel wordt duidelijk wat het probleem is. Annemieke zet de eerste stap om kennis te maken met de eigenares van het aapje. Maar de eigenares is koppig en wil niets te maken hebben met Jommeke en zijn vrienden. Wanneer enige tijd later Pralinet, het apinnetje, in een diepe put valt, is Choco de eerste om te helpen. Alle plooien worden glad gestreken.
De volgende dag wordt Pralinet echter ontvoerd. De vader van Prunella, de rijkste man van het land, krijgt een brief met de boodschap om 1 miljoen euro te betalen voor de vrijlating van het apinnetje. Jommeke en zijn vrienden gaan op onderzoek. Als snel zijn ze de ontvoerder op het spoor. Deze slaagt erin om Jommeke en Flip op te sluiten. Maar Filiberke kan hen bevrijden. De ontvoerder toont berouw en wil hen helpen om Pralinet terug te krijgen. Eén ding is duidelijk, Pralinet is reeds onderweg naar Afrika. Het vrachtvliegtuig, met Pralinet aan boord, stort echter neer. Wanneer Jommeke en zijn vrienden wat later op de luchthaven aankomen vernemen ze het vreselijke nieuws. De piloten blijken echter ongedeerd maar de lading blijkt verloren te zijn. De hoop groeit dat Pralinet nog leeft. Meteen gaan Jommeke en zijn vrienden weer op onderzoek. Choco vindt zijn vriendinnetje terug maar is nu ook zelf verdwaald geraakt in het oerwoud. Dagenlang is er geen nieuws. De Miekes zijn ontroostbaar. Dankzij een televisieprogramma wordt plots duidelijk waar de aapjes zich bevinden. Iedereen keert terug richting Afrika. Eens Choco en Pralinet terecht zijn wordt alles duidelijk met wat de dieren hebben meegemaakt. Maar een grote jaloerse aap, die ook verliefd is op Pralinet, zorgt opnieuw voor een ontvoering. Met enig geluk en hulp van de berouwvolle ontvoerder kan Pralinet bevrijd worden en kent het verhaal een verliefd einde voor de twee aapjes.

## Achtergronden bij het verhaal
- Middelkerke is een plaats en gemeente in de provincie West-Vlaanderen in België.